# Der var engang (film fra 1966)
 For alternative betydninger, se Der var engang. (Se også artikler, som begynder med Der var engang)
Der var engang er en dansk film fra 1966.
- Manuskript og instruktion John Price efter Holger Drachmanns teaterstykke.

## Medvirkende
Blandt de medvirkende kan nævnes:
- Peter Steen
- Birgitte Price
- Hans W. Petersen
- Dirch Passer
- Ove Sprogøe
- Gunnar Lauring
- Edouard Mielche
- Kai Holm
- Preben Lerdorff Rye
- Hardy Rafn
- Grethe Sønck
- Vigga Bro
- Gerda Madsen
- Henry Nielsen
- Peer Guldbrandsen
- Sisse Reingaard
- Elsebeth Reingaard
- Lotte Horne
- Torben Jetsmark